# Grand Prix automobile d'Autriche 2019
GP précédent GP suivant
Le Grand Prix automobile d'Autriche 2019 (Formula 1 Myworld Grosser Preis von Österreich 2019) disputé le 30 juin 2019 sur le circuit de Spielberg, est la 1006e épreuve du championnat du monde de Formule 1 courue depuis 1950. Il s'agit de la trente-deuxième édition du Grand Prix d'Autriche comptant pour le championnat du monde de Formule 1 et la neuvième manche du championnat 2019. L'épreuve se dispute pour la trente-et-unième fois depuis 1970 sur le circuit de Spielberg, devenu propriété de Red Bull, d'où le nom actuel du circuit, Red Bull Ring.
Charles Leclerc, dominateur lors de ses deux tentatives en Q3 que son coéquipier Sebastian Vettel ne dispute pas en raison d'un problème de pression d'air sur sa SF90, réalise la deuxième pole position de sa carrière. Il devance Lewis Hamilton de deux dixièmes de seconde mais le Britannique est pénalisé d'un recul de trois places pour avoir gêné Kimi Räikkönen lors de la première phase qualificative. Max Verstappen, auteur du troisième temps, rejoint dès lors Leclerc sur la plus jeune première ligne de l'histoire de la Formule 1, avec 21 ans et 256 jours de moyenne d'âge. La deuxième ligne est composée des Mercedes de Valtteri Bottas et Hamilton. Kevin Magnussen, auteur du cinquième temps, recule de cinq places après le changement de la boîte de vitesses de sa Haas ; la troisième ligne est alors composée de Lando Norris et Kimi Räikkönen ; suivent Antonio Giovinazzi et Pierre Gasly en quatrième ligne puis Vettel et Magnussen sur la cinquième ligne. 
Alors que Leclerc réussit son départ, Verstappen reste scotché sur la grille et perd sept places, victime du déclenchement intempestif de son système anti-calage. Vettel, auteur d'un beau départ, boucle le premier tour en sixième position. La stratégie de Ferrari pour Leclerc, en tête de la course, est de se caler sur celle de Valtteri Bottas, son plus proche poursuivant, si bien que lorsqu'il s'arrête, au vingt-et-unième tour, le Monégasque fait de même, chaussant les gommes dures dans la boucle suivante. Auparavant, la Scuderia Ferrari a fait perdre un temps précieux à Vettel dont les pneus n'étaient pas prêts au moment de son arrivée devant son box. Alors que les Mercedes, pénalisées par un problème de surchauffe dans la brûlante atmosphère autrichienne, sont hors du coup pour la victoire, Verstappen effectue un long premier relais et ne regagne les stands qu'au trente-et-unième tour alors qu'il a pris la tête de la course. Soutenu par plusieurs dizaines de milliers de supporters Oranje déchaînés, il se montre le plus rapide en piste, dépasse Vettel puis Bottas et fond sur le leader Charles Leclerc, atteignant la zone d'utilisation de son aileron arrière mobile à cinq tours de l'arrivée. La Ferrari résiste aux attaques de la Red Bull dont les pneus sont plus frais, dans le soixante-huitième tour puis cède, au tour suivant, dans le virage no 3 sur une manœuvre musclée de Verstappen qui provoque, un temps, une enquête des commissaires. Le Néerlandais offre au moteur Honda sa première victoire depuis Jenson Button au Grand Prix de Hongrie 2006, à l'ère des moteurs V8 atmosphériques. 
Max Verstappen remporte la sixième victoire de sa carrière, sur le circuit où il s'était déjà imposé en 2018, Charles Leclerc, en tête durant 59 tours, voit passer l'opportunité de s'imposer une première fois, et Valtteri Bottas complète le podium. La série de victoires des Mercedes qui restaient invaincues cette saison, s'arrête donc à dix succès consécutifs. En stoppant une deuxième fois pour chausser des gommes tendres à vingt tours de l'arrivée, Sebastian Vettel prend le meilleur sur Lewis Hamilton et finit quatrième dans les échappements de Bottas. Tous les autres pilotes dans les points sont à un tour du vainqueur : Lando Norris sixième, devance Pierre Gasly, l'autre McLaren de Carlos Sainz Jr. et les deux Alfa Romeo de Kimi Räikkönen et Antonio Giovinazzi qui marque le premier point de sa carrière. 
Le quintuple champion du monde britannique reste un solide leader du championnat avec 197 points ; il devance son coéquipier Bottas (166 points) alors que Verstappen (126 points) passe devant  Vettel (123 points) et s'empare de la troisième place ; Leclerc suit avec 105 points. Un gros écart le sépare de Gasly (43 points), Sainz (30 points), Norris (22 points) et Räikkönen (21 points). Chez les constructeurs, les positions et écarts restent stables entre Mercedes (363 points), Ferrari (228 points) et Red Bull Racing (169 points). McLaren (52 points) prend le large par rapport à Renault (32 points) ; suivent  Alfa Romeo (22 points), Racing Point (19 points), Toro Rosso (17 points) et Haas (16 points).

## Pneus disponibles
| Pneus pour piste sèche | Pneus pour piste sèche | Pneus pour piste sèche | Pneus pluie    | Pneus pluie |
| ---------------------- | ---------------------- | ---------------------- | -------------- | ----------- |
| Durs (Type C2)         | Médiums (Type C3)      | Tendres (Type C4)      | Intermédiaires | Pluie       |

## Essais libres

### Première séance, le vendredi de 11 h à 12 h 30

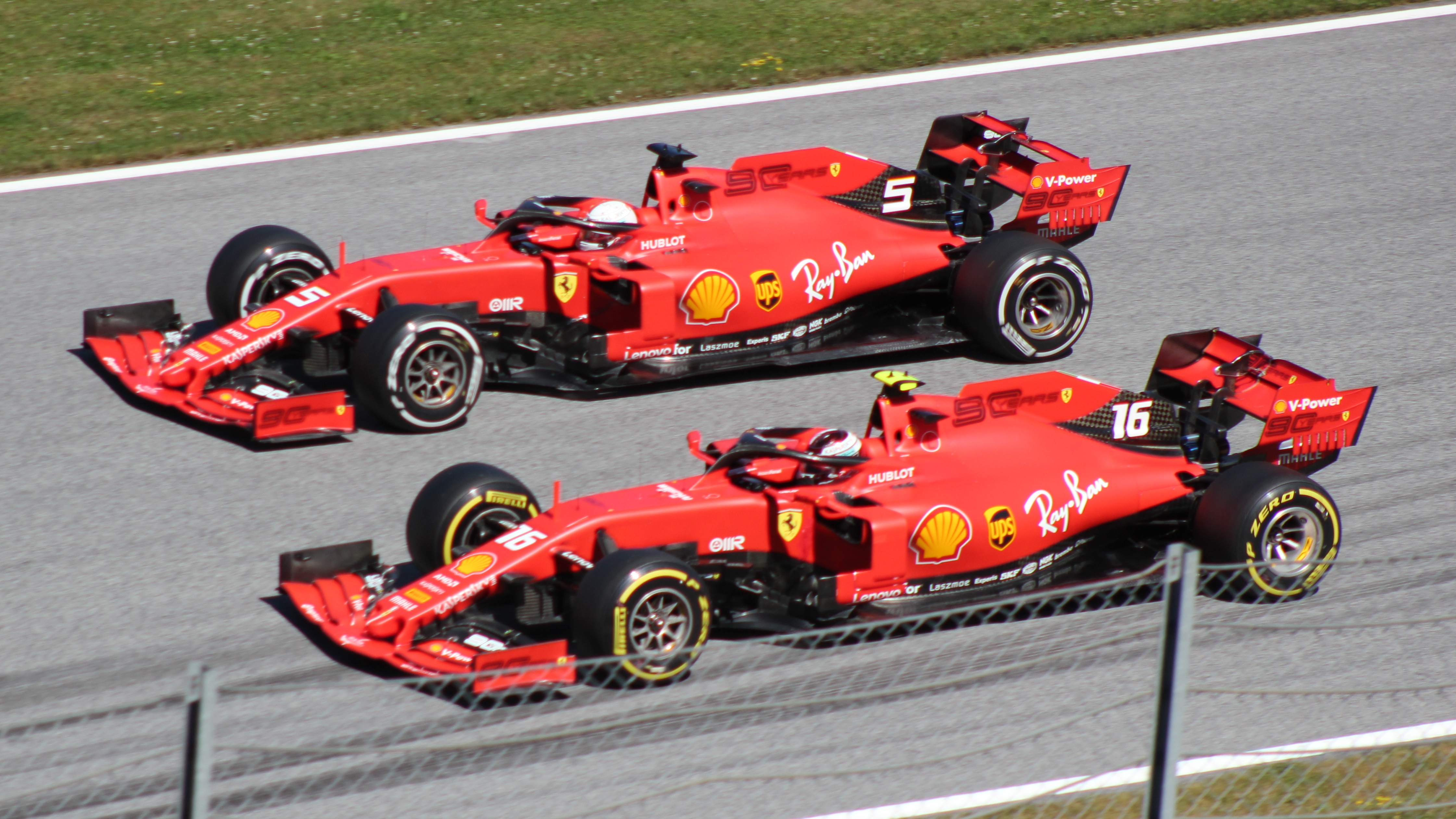
Les Ferrari SF90 au Grand Prix d'Autriche 2019.

| Pos. | Pilote           | Voiture        | Chrono         | Écart     |
| ---- | ---------------- | -------------- | -------------- | --------- |
| 1    | Lewis Hamilton   | Mercedes       | 1 min 04 s 838 |           |
| 2    | Sebastian Vettel | Ferrari        | 1 min 04 s 982 | + 0 s 144 |
| 3    | Valtteri Bottas  | Mercedes       | 1 min 04 s 999 | + 0 s 161 |
| 4    | Charles Leclerc  | Ferrari        | 1 min 05 s 141 | + 0 s 303 |
| 5    | Max Verstappen   | Red Bull-Honda | 1 min 05 s 260 | + 0 s 422 |
| 6    | Pierre Gasly     | Red Bull-Honda | 1 min 05 s 378 | + 0 s 540 |

### Deuxième séance, le vendredi de 15 h à 16 h 30

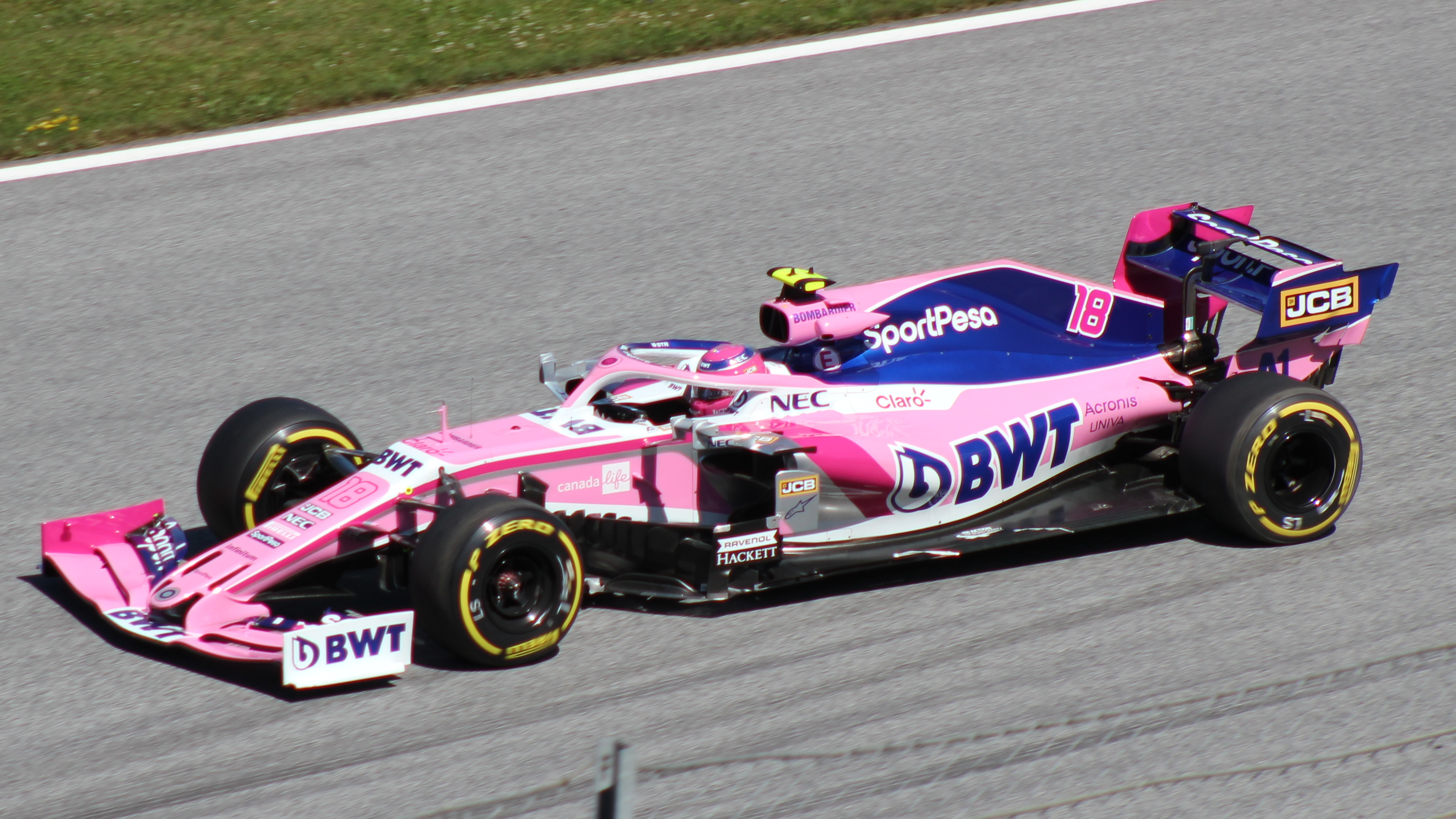
Lance Stroll au Grand Prix d'Autriche 2019.

| Pos. | Pilote           | Voiture         | Chrono         | Écart     |
| ---- | ---------------- | --------------- | -------------- | --------- |
| 1    | Charles Leclerc  | Ferrari         | 1 min 05 s 086 |           |
| 2    | Valtteri Bottas  | Mercedes        | 1 min 05 s 417 | + 0 s 331 |
| 3    | Pierre Gasly     | Red Bull-Honda  | 1 min 05 s 487 | + 0 s 401 |
| 4    | Lewis Hamilton   | Mercedes        | 1 min 05 s 529 | + 0 s 443 |
| 5    | Carlos Sainz Jr. | McLaren-Renault | 1 min 05 s 545 | + 0 s 459 |
| 6    | Romain Grosjean  | Haas-Ferrari    | 1 min 05 s 701 | + 0 s 615 |

### Troisième séance, le samedi de 12 h à 13 h

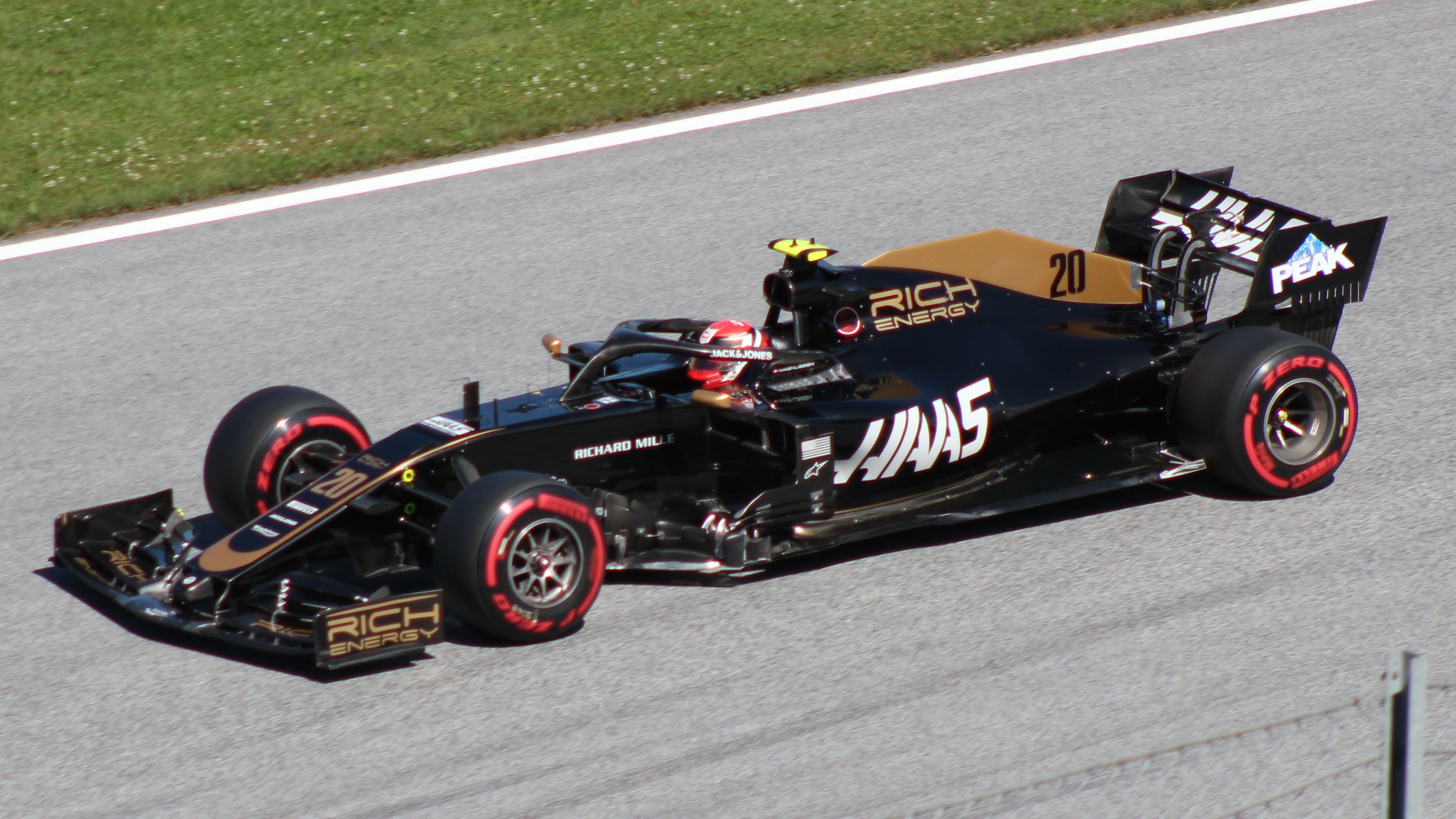
Kevin Magnussen au Grand Prix d'Autriche 2019.

| Pos. | Pilote           | Voiture         | Chrono         | Écart     |
| ---- | ---------------- | --------------- | -------------- | --------- |
| 1    | Charles Leclerc  | Ferrari         | 1 min 03 s 987 |           |
| 2    | Lewis Hamilton   | Mercedes        | 1 min 04 s 130 | + 0 s 143 |
| 3    | Valtteri Bottas  | Mercedes        | 1 min 04 s 221 | + 0 s 234 |
| 4    | Sebastian Vettel | Ferrari         | 1 min 04 s 250 | + 0 s 263 |
| 5    | Max Verstappen   | Red Bull-Honda  | 1 min 04 s 446 | + 0 s 459 |
| 6    | Lando Norris     | McLaren-Renault | 1 min 04 s 986 | + 0 s 999 |

## Séance de qualifications

### Résultats des qualifications
| Pos.                                                                                      | Pilote             | Écurie                    | Qualifications 1 | Qualifications 2 | Qualifications 3 |
| ----------------------------------------------------------------------------------------- | ------------------ | ------------------------- | ---------------- | ---------------- | ---------------- |
| 1                                                                                         | Charles Leclerc    | Ferrari                   | 1 min 04 s 138   | 1 min 03 s 378   | 1 min 03 s 003   |
| 2                                                                                         | Lewis Hamilton     | Mercedes                  | 1 min 03 s 818   | 1 min 03 s 803   | 1 min 03 s 262   |
| 3                                                                                         | Max Verstappen     | Red Bull-Honda            | 1 min 03 s 807   | 1 min 03 s 835   | 1 min 03 s 439   |
| 4                                                                                         | Valtteri Bottas    | Mercedes                  | 1 min 04 s 084   | 1 min 03 s 863   | 1 min 03 s 537   |
| 5                                                                                         | Kevin Magnussen    | Haas-Ferrari              | 1 min 04 s 778   | 1 min 04 s 466   | 1 min 04 s 072   |
| 6                                                                                         | Lando Norris       | McLaren-Renault           | 1 min 04 s 361   | 1 min 04 s 211   | 1 min 04 s 099   |
| 7                                                                                         | Kimi Räikkönen     | Alfa Romeo-Ferrari        | 1 min 04 s 615   | 1 min 04 s 056   | 1 min 04 s 166   |
| 8                                                                                         | Antonio Giovinazzi | Alfa Romeo-Ferrari        | 1 min 04 s 450   | 1 min 04 s 194   | 1 min 04 s 179   |
| 9                                                                                         | Pierre Gasly       | Red Bull-Honda            | 1 min 04 s 412   | 1 min 03 s 988   | 1 min 04 s 199   |
| 10                                                                                        | Sebastian Vettel   | Ferrari                   | 1 min 04 s 340   | 1 min 03 s 667   | pas de temps     |
| 11                                                                                        | Romain Grosjean    | Haas-Ferrari              | 1 min 04 s 552   | 1 min 04 s 490   |                  |
| 12                                                                                        | Nico Hülkenberg    | Renault                   | 1 min 04 s 733   | 1 min 04 s 516   |                  |
| 13                                                                                        | Alexander Albon    | Toro Rosso-Honda          | 1 min 04 s 708   | 1 min 04 s 665   |                  |
| 14                                                                                        | Daniel Ricciardo   | Renault                   | 1 min 04 s 647   | 1 min 04 s 790   |                  |
| 15                                                                                        | Carlos Sainz Jr.   | McLaren-Renault           | 1 min 04 s 453   | 1 min 13 s 601   |                  |
| 16                                                                                        | Sergio Pérez       | Racing Point-BWT Mercedes | 1 min 04 s 789   |                  |                  |
| 17                                                                                        | Lance Stroll       | Racing Point-BWT Mercedes | 1 min 04 s 832   |                  |                  |
| 18                                                                                        | Daniil Kvyat       | Toro Rosso-Honda          | 1 min 05 s 324   |                  |                  |
| 19                                                                                        | George Russell     | Williams-Mercedes         | 1 min 05 s 904   |                  |                  |
| 20                                                                                        | Robert Kubica      | Williams-Mercedes         | 1 min 06 s 206   |                  |                  |
| Temps minimal à réaliser pour la qualification : 1 min 08 s 273 (107 % de 1 min 03 s 807) |                    |                           |                  |                  |                  |

### Grille de départ
- Lewis Hamilton, auteur du deuxième temps, est pénalisé d'un recul de trois places pour avoir gêné Kimi Räikkönen lors de la première phase qualificative ; en raison de la pénalité de Kevin Magnussen, il s'élance de la quatrième place[6] ;
- Kevin Magnussen, auteur du cinquième temps, est pénalisé d'un recul de cinq places pour le remplacement de sa boîte de vitesses à l'issue de la troisième séance d'essais libres ; il s'élance de la dixième place[7] ;
- Nico Hülkenberg, auteur du douzième temps, est pénalisé d'un recul de cinq places pour avoir dépassé le quota de groupes propulseurs alloués pour l'ensemble de cette saison, Renault ayant choisi d’équiper sa R.S.19 de sa nouvelle spécification moteur qui a fait ses débuts la semaine précédente, au Grand Prix de France ; il s'élance de la dix-septième place[8] ;
- Alexander Albon, auteur du treizième temps, est pénalisé d'un renvoi en fond de grille après que, pour la deuxième fois en deux jours, Toro Rosso a remplacé son unité de puissance Honda. De nombreux éléments moteur avaient été changés avant les essais libres du vendredi, le renvoyant en fond de grille. Compte-tenu de cette situation, le choix a alors été fait de renouveler l'opération dans le but de s'aménager un stock de pièces pour les prochains Grands Prix ; il s'élance de la dix-neuvième place[9] ;
- Carlos Sainz Jr., auteur du quinzième temps, est pénalisé d'un renvoi en fond de grille après le changement complet de son unité de puissance. Le bloc Renault a été remplacé avant la première séance d'essais libres, ce qui lui permet de bénéficier de la spécification B du moteur introduite la semaine précédente. Les six nouveaux éléments le placent hors des quotas définis pour la saison, notamment à la suite de la défaillance qu'il avait rencontrée dès le premier Grand Prix, en Australie ; il s'élance de la vingtième et dernière place[10] ;
- George Russell, auteur du dix-neuvième temps, est pénalisé d'un recul de trois places pour avoir gêné Daniil Kvyat lors de la première partie des qualifications ; à la suite des pénalités d'Alexander Albon et de Carlos Sainz, il s'élance dix-huitième et gagne donc une place[11].

## Course

### Classement de la course
| Pos. | no | Pilote             | Écurie                    | Tours | Temps/Abandon                      | Grille | Points |
| ---- | -- | ------------------ | ------------------------- | ----- | ---------------------------------- | ------ | ------ |
| 1    | 33 | Max Verstappen     | Red Bull-Honda            | 71    | 1 h 22 min 01 s 822 (224,700 km/h) | 2      | 25 + 1 |
| 2    | 16 | Charles Leclerc    | Ferrari                   | 71    | + 2 s 724                          | 1      | 18     |
| 3    | 77 | Valtteri Bottas    | Mercedes                  | 71    | + 18 s 960                         | 3      | 15     |
| 4    | 5  | Sebastian Vettel   | Ferrari                   | 71    | + 19 s 610                         | 9      | 12     |
| 5    | 44 | Lewis Hamilton     | Mercedes                  | 71    | + 22 s 805                         | 4      | 10     |
| 6    | 4  | Lando Norris       | McLaren-Renault           | 70    | + 1 tour                           | 5      | 8      |
| 7    | 10 | Pierre Gasly       | Red Bull-Honda            | 70    | + 1 tour                           | 8      | 6      |
| 8    | 55 | Carlos Sainz Jr.   | McLaren-Renault           | 70    | + 1 tour                           | 19     | 4      |
| 9    | 7  | Kimi Räikkönen     | Alfa Romeo-Ferrari        | 70    | + 1 tour                           | 6      | 2      |
| 10   | 99 | Antonio Giovinazzi | Alfa Romeo-Ferrari        | 70    | + 1 tour                           | 7      | 1      |
| 11   | 11 | Sergio Pérez       | Racing Point-BWT Mercedes | 70    | + 1 tour                           | 13     |        |
| 12   | 3  | Daniel Ricciardo   | Renault                   | 70    | + 1 tour                           | 12     |        |
| 13   | 27 | Nico Hülkenberg    | Renault                   | 70    | + 1 tour                           | 15     |        |
| 14   | 18 | Lance Stroll       | Racing Point-BWT Mercedes | 70    | + 1 tour                           | 14     |        |
| 15   | 23 | Alexander Albon    | Toro Rosso-Honda          | 70    | + 1 tour                           | 18     |        |
| 16   | 8  | Romain Grosjean    | Haas-Ferrari              | 70    | + 1 tour                           | 11     |        |
| 17   | 26 | Daniil Kvyat       | Toro Rosso-Honda          | 70    | + 1 tour                           | 16     |        |
| 18   | 63 | George Russell     | Williams-Mercedes         | 69    | + 2 tours                          | 20     |        |
| 19   | 20 | Kevin Magnussen    | Haas-Ferrari              | 69    | + 2 tours                          | 10     |        |
| 20   | 88 | Robert Kubica      | Williams-Mercedes         | 68    | + 3 tours                          | 17     |        |

### Pole position et record du tour
- Pole position :  Charles Leclerc (Ferrari) en 1 min 03 s 003 (246,731 km/h)[13].
- Meilleur tour en course :  Max Verstappen (Red Bull-Honda) en 1 min 07 s 475 (230,378 km/h) au soixantième tour ; vainqueur de la course, il remporte le point bonus associé au meilleur tour en course[14].

### Tours en tête
- Charles Leclerc (Ferrari) : 58 tours (1-21 / 32-68)[15]
- Lewis Hamilton (Mercedes) : 9 tours (22-30)
- Max Verstappen (Red Bull-Honda) : 4 tours (31 / 69-71)

## Classements généraux à l'issue de la course
| Pos. | Pilote             | Écurie                    | Points |
| ---- | ------------------ | ------------------------- | ------ |
| 1    | Lewis Hamilton     | Mercedes                  | 197    |
| 2    | Valtteri Bottas    | Mercedes                  | 166    |
| 3    | Max Verstappen     | Red Bull-Honda            | 126    |
| 4    | Sebastian Vettel   | Ferrari                   | 123    |
| 5    | Charles Leclerc    | Ferrari                   | 105    |
| 6    | Pierre Gasly       | Red Bull-Honda            | 43     |
| 7    | Carlos Sainz Jr.   | McLaren-Renault           | 30     |
| 8    | Lando Norris       | McLaren-Renault           | 22     |
| 9    | Kimi Räikkönen     | Alfa Romeo-Ferrari        | 21     |
| 10   | Daniel Ricciardo   | Renault                   | 16     |
| 11   | Nico Hülkenberg    | Renault                   | 16     |
| 12   | Kevin Magnussen    | Haas-Ferrari              | 14     |
| 13   | Sergio Pérez       | Racing Point-BWT Mercedes | 13     |
| 14   | Daniil Kvyat       | Toro Rosso-Honda          | 10     |
| 15   | Alexander Albon    | Toro Rosso-Honda          | 7      |
| 16   | Lance Stroll       | Racing Point-BWT Mercedes | 6      |
| 17   | Romain Grosjean    | Haas-Ferrari              | 2      |
| 18   | Antonio Giovinazzi | Alfa Romeo-Ferrari        | 1      |

| Pos. | Écurie                    | Points |
| ---- | ------------------------- | ------ |
| 1    | Mercedes                  | 363    |
| 2    | Ferrari                   | 228    |
| 3    | Red Bull-Honda            | 169    |
| 4    | McLaren-Renault           | 52     |
| 5    | Renault                   | 32     |
| 6    | Alfa Romeo-Ferrari        | 22     |
| 7    | Racing Point-BWT Mercedes | 19     |
| 8    | Toro Rosso-Honda          | 17     |
| 9    | Haas-Ferrari              | 16     |

## Statistiques
Le Grand Prix d'Autriche 2019 représente :
- la 2e pole position de Charles Leclerc[18] ;
- la 6e victoire de Max Verstappen, sa première de la saison[19] ;
- la 60e victoire de Red Bull Racing[20] ;
- la 73e victoire de Honda en tant que motoriste, la première depuis le Grand Prix de Hongrie 2006[21] ;
- le 1er point d'Antonio Giovinazzi en Grand Prix[22].

Au cours de ce Grand Prix :
- Carlos Sainz Jr. passe la barre des 200 points inscrits en Formule 1 (201 points inscrits)[23] ;
- Les séries de Mercedes Grand Prix (dix victoires consécutives) et de Lewis Hamilton (dix podiums consécutifs) prennent fin[24],[25] ;
- Robert Kubica, dernier de l'épreuve à trois tours du leader et loin de son équipier George Russell, est élu « Pilote du jour » à l'issue d'un vote organisé sur le site officiel de la Formule 1[26]. L'étrangeté de ce résultat conduit la FOM à reconnaître qu'un problème technique a touché la procédure de vote des internautes ; deux jours plus tard, la FOM confirme qu'un bug est à l'origine de l'annonce officielle et annonce que le vainqueur de l'épreuve Max Verstappen est élu « Pilote du jour »[27],[28] ;
- Tom Kristensen, nonuple vainqueur des 24 Heures du Mans et sextuple vainqueur des 12 Heures de Sebring a été nommé conseiller par la FIA pour aider dans leurs jugements le groupe des commissaires de course[29].